# Zemljopis Komora
Komori se nalaze u Mozambičkom kanalu. Sastoje se od tri otoka. To su Anjouan, Grande Comore i Mohéli. Otoci su nazvani na francuskom jrziku. Imena na svahiliju su Njazidja, Mwali i Nzwani. Komorima formalno pripada francuski otok Mayotte. Otoci su međusobno udaljeni najviše 200 km. Ukupna površina je 2.236 km2. Karthala je najviši vrh i jedini aktivni vulkan. Najviši vrh je na 2.361 m. Zadnja erupcija dogodila se 29. svibnja 2006.

## Otoci

### Anjouan
Anjouan je jedan od Komorskih otoka. Nalazi se u Mozambičkom kanalu. Drugi najveći grad na otoku je Domoni. Površina mu iznosi 424 km2. Na otoku su planinski lanci Sima, Nioumakele i Jimilime s najvišim vrhom otoka Mtingui (1.575 m), dajući otoku poseban oblik. Tlo je zbog starosti niže, te postoje depresije. U blizini obale ima mnogo koraljnih grebena. Najveća luka je Mutsamudu.

### Grande Comore
Grande Comore je najveći od Komorskih otoka. Nalazi se u Mozambičkom kanalu. Najveći grad na otoku je Moroni. Površina mu iznosi 1,148 km2. Na otoku su vulkani La Grille na sjeveru, visok 1.000 metara i Kartala na jugu, visok 2.361 m. Planine su povezane visoravni visokom 600 do 700 m. S obzirom na to da je otok vlade, planine su strme i visoke. Ima potresa jer zemlja nije očvrsnula. Najveći grad na otoku, Moroni je 1962. postao glavni grad.

### Mohéli
Mohéli je jedan od tri otoka u Komorskom otočju. Nalazi se u Indijskom oceanu uz obalu Afrike i najmanji je otok u Komorima. Glavni grad otoka je Fomboni. Površina mu iznosi 290 km2. Ima mnogo kišnih šuma. To je najmanji otok Komorskog otočja. Najviši vrh je 860 m.